# Щукина, Наталия Геннадьевна
Наталья Геннадьевна Щукина — советский и украинский физик и астроном, член-корреспондент НАНУ.
Родилась 27 июля 1948 г. в г. Броды Львовской области.
Окончила Казанский университет (1971).
С 1973 года работает в Главной астрономической лаборатории АН УССР (НАНУ), с 2002 г. — зав. отделом физики Солнца.
В 1985 году защитила кандидатскую, в 2002 году — докторскую диссертации. Старший научный сотрудник (2006). С 2012 г. член-корреспондент НАНУ. С 2015 г. член Бюро отделения физики и астрономии НАНУ.
Лауреат премии имени М. П. Барабашова НАНУ 2005 года — за серию работ «Спектральные исследования звезд и комет» (вместе с Иваном Викарчуком и Климом Чурюмовым).
Награждена орденом княгини Ольги III степени (2018).
Научные интересы — излучение, химический состав и эволюция звёзд, гелиосейсмология, структура и динамика солнечной фотосферы, наблюдательная астрофизика. Решила проблему многоуровневого переноса излучения в одномерных и трехмерных моделях атмосфер Солнца и звезд.
Автор более 70 научных публикаций.
Сочинения:
- Многоуровневые задачи переноса излучения и диагностика солнечной и звездной атмосфер [Текст] : дис… д-ра физ.-мат. наук: 01.03.03 / Щукина Наталия Геннадьевна ; НАН Украины, Гл. астрон. обсерватория. — К., 2001. — 304 л. — Библиогр.: л. 254—304